# Galleon (französische Band)
Galleon ist ein französisches House-Duo aus Marseille. Es besteht aus Gilles Fahy und Philippe Laurent. Ihr Song Freedom to Move, der das Thema einer Sarabande von Georg Friedrich Händel aufgreift, wurde in einem Werbespot für die Jeansmarke Levi’s verwendet.

## Diskografie

### Studioalben
| Jahr | Titel   | Höchstplatzierung, Gesamtwochen, AuszeichnungChartplatzierungen (Jahr, Titel, Platzierungen, Wochen, Auszeichnungen, Anmerkungen) | Höchstplatzierung, Gesamtwochen, AuszeichnungChartplatzierungen (Jahr, Titel, Platzierungen, Wochen, Auszeichnungen, Anmerkungen) | Höchstplatzierung, Gesamtwochen, AuszeichnungChartplatzierungen (Jahr, Titel, Platzierungen, Wochen, Auszeichnungen, Anmerkungen) | Höchstplatzierung, Gesamtwochen, AuszeichnungChartplatzierungen (Jahr, Titel, Platzierungen, Wochen, Auszeichnungen, Anmerkungen) | Höchstplatzierung, Gesamtwochen, AuszeichnungChartplatzierungen (Jahr, Titel, Platzierungen, Wochen, Auszeichnungen, Anmerkungen) | Anmerkungen                     |
| Jahr | Titel   | DE | AT | CH | UK | FR | Anmerkungen                     |
| ---- | ------- | --- | --- | --- | --- | --- | ------------------------------- |
| 2002 | Galleon | — | — | CH76 (3 Wo.)CH | — | FR54 (7 Wo.)FR | Erstveröffentlichung: Juni 2002 |

### Singles
| Jahr | Titel Album        | Höchstplatzierung, Gesamtwochen, AuszeichnungChartplatzierungen (Jahr, Titel, Album, Platzierungen, Wochen, Auszeichnungen, Anmerkungen) | Höchstplatzierung, Gesamtwochen, AuszeichnungChartplatzierungen (Jahr, Titel, Album, Platzierungen, Wochen, Auszeichnungen, Anmerkungen) | Höchstplatzierung, Gesamtwochen, AuszeichnungChartplatzierungen (Jahr, Titel, Album, Platzierungen, Wochen, Auszeichnungen, Anmerkungen) | Höchstplatzierung, Gesamtwochen, AuszeichnungChartplatzierungen (Jahr, Titel, Album, Platzierungen, Wochen, Auszeichnungen, Anmerkungen) | Höchstplatzierung, Gesamtwochen, AuszeichnungChartplatzierungen (Jahr, Titel, Album, Platzierungen, Wochen, Auszeichnungen, Anmerkungen) | Anmerkungen                         |
| Jahr | Titel Album        | DE | AT | CH | UK | FR | Anmerkungen                         |
| ---- | ------------------ | --- | --- | --- | --- | --- | ----------------------------------- |
| 2001 | So I Begin Galleon | DE37 (11 Wo.)DE | AT40 (12 Wo.)AT | CH17 (33 Wo.)CH | UK36 (2 Wo.)UK | FR8 Gold · (28 Wo.)FR | Erstveröffentlichung: Juni 2001     |
| 2001 | I Believe Galleon  | — | — | CH20 (13 Wo.)CH | — | FR43 (12 Wo.)FR | Erstveröffentlichung: November 2001 |
| 2002 | One Sign Galleon   | DE93 (1 Wo.)DE | — | CH61 (11 Wo.)CH | — | FR68 (9 Wo.)FR | Erstveröffentlichung: Juni 2002     |